# Horst Heinrich (Politiker, 1938)
Horst Heinrich (* 5. Oktober 1938 in München; † 26. Dezember 2002 in Langerringen) war ein bayerischer Politiker (SPD) und Mitglied des Bayerischen Landtags.

## Leben
Nach seinem Abitur im Jahr 1959, legte Heinrich 1962 sein Staatsexamen für das Lehramt an Volksschulen ab und arbeitete anschließend als Lehrer und Rektor. Im Jahr 1966 trat er der SPD in Bayern bei und war Vorsitzender der SPD Augsburg.
In den Jahren 1974 bis 2002 war er Mitglied des Bayerischen Landtags. Er wurde stets über die Bezirksliste des Wahlkreises Schwaben in den Landtag gewählt. Im Landtag gehörte er dem Ausschuss für Eingaben und Beschwerden (8. Legislaturperiode), dem Ausschuss für Fragen des öffentlichen Dienstes (8. und 9. Legislaturperiode), dem Ausschuss für Landesentwicklung und Umweltfragen (8., 9., 10., 11., 12. und 13. Legislaturperiode) und dem Zwischenausschuss (11. Legislaturperiode) an. Er war Mitglied der 9. Bundesversammlung. Neben seiner Tätigkeit im Landtag war er von 1982 bis 2002 im Gefängnisbeirat der JVA Augsburg aktiv.

## Ehrungen
Heinrich erhielt die Bayerische Verfassungsmedaille in Gold, den Bayerischen Verdienstorden (1991) und das Bundesverdienstkreuz.